# Банда братьев Толстопятовых
Ба́нда бра́тьев Толстопя́товых — вооружённая организованная преступная группировка, действовавшая в Ростове-на-Дону в 1968—1973 годах под предводительством уроженца Брянщины Вячеслава Павловича Толстопятова.
Масштаб, техническая оснащённость, подготовленность и сам факт возникновения и успешного долговременного существования этой уголовной банды уникальны для СССР 1960-х — 1970-х годов, что придало банде легендарный характер и сделало её частью фольклора города Ростова-на-Дону и СССР.

## Структура и вооружение
Организатор и лидер банды — Вячеслав Павлович Толстопятов, младший из двух братьев Толстопятовых, родился в 1940 году в селе Сельцо в окрестностях Брянска.
С детских лет увлекался конструированием, черчением и рисованием. Вячеслав особенно любил срисовывать. Он мог часами корпеть над какой-нибудь книжкой, перерисовывая иллюстрацию, и добиваясь абсолютного сходства — вплоть до мельчайшей детали. Примерно в пятнадцатилетнем возрасте Вячеслав приноровился срисовывать денежные купюры. Он рисовал 50-ти и 100-рублёвые денежные знаки (это было до денежной реформы в СССР 1961 года).
Сначала Слава разменивал их в винно-водочных магазинах. Купленную бутылку забрасывал в кусты (всю жизнь Вячеслав почти не пил спиртного), а настоящие деньги тратил на сладости, книги, инструменты. Со временем он приноровился сбывать нарисованные деньги таксистам: проезжал небольшое расстояние на машине, протягивал шофёру сложенную купюру (надо заметить, что «дореформенные» послевоенные денежные знаки своими размерами были гораздо крупнее нынешних), брал сдачу и исчезал.
Видя, что таксисты никогда не разворачивают купюры, Вячеслав осмелел до такой степени, что стал рисовать деньги только с одной стороны. Это его и погубило. 23 февраля 1960 года таксист по фамилии Метелица, подвезя Вячеслава до Пригородного вокзала, всё-таки развернул предложенную ему купюру — и обомлел, увидев с обратной стороны чистый лист бумаги.

«Вячеслав признался во всём сразу, — вспоминал следователь по первому делу Толстопятова А. Грановский. — На следственном эксперименте, используя лишь цветные карандаши, акварельные краски, клей БФ-2, циркуль, линейку и лезвие, Вячеслав за четыре часа (!) нарисовал абсолютно точную копию 100-рублёвой купюры. Мы все ахнули. Даже в милиции, даже находясь под следствием, Вячеслав завоевал всеобщую симпатию своей вежливостью, скромностью, начитанностью. Беседовать с ним было одно удовольствие. Я ходатайствовал в суде о смягчении наказания — учитывая юный возраст, полное раскаяние, содействие, оказанное следствию».

Подделка денежных знаков относится к разряду тяжких преступлений против государства, но приговор суда был необычайно мягок; четыре года лишения свободы в колонии общего режима. В тюрьме состоялось знакомство Толстопятова с Сергеем Самасюком (род. в 1942 в Ивановском районе Брестской области БССР) и появился замысел банды. Выйдя на свободу, Толстопятов-младший заручился поддержкой старшего брата Владимира, который выделил ему помещение, приспособленное под штаб и мастерскую банды. Четвёртым участником банды стал давний знакомый братьев Владимир Горшков (род. в 1940 в Ростове-на-Дону).
Всё вооружение банды было изготовлено самими братьями Толстопятовыми в полупромышленных условиях: заготовки делались в подпольной мастерской, секретный вход в которую был скрыт при помощи особенным образом поворачивающегося зеркала, а фигурные детали заказывались знакомым заводским фрезеровщикам под видом запчастей к бытовой технике. Всего было изготовлено четыре малокалиберных семизарядных револьвера, три малокалиберных складных пистолета-пулемёта уникальной конструкции, ручные гранаты и даже импровизированные бронежилеты.
Толстопятовы разработали и отработали тактику захвата чужих автомобилей со взятием водителя в заложники, поскольку использование личного автотранспорта было фактически невыполнимой и излишней задачей, так как личный автомобиль в тех условиях моментально демаскировал и разоблачал бы группу.
Сведения о якобы имевшей место попытке собрать вертолёт для воздушных налётов, скорее всего, следует отнести к разряду городских легенд, однако такая легенда наилучшим образом характеризует степень технических амбиций боевиков банды.

## Тактика разбойных нападений
В целом следует признать, что тактика банды являлась на тот момент передовой для преступного мира СССР, а степень её разработанности неизбежно провоцирует сравнение с действиями чикагских гангстеров, городских партизан и спецслужб (многие ростовчане подозревали банду в сотрудничестве с западными спецслужбами). Эта тактика включала «правильное» ограбление банка, захват заложников, наблюдение и сбор информации после совершения акции, уход от погони, конспирацию, подготовку алиби, переобучение, конспиративное лечение и маскировку. Для личной маскировки участники банды использовали чёрные чулки, в связи с чем получили прозвище «Фантомасы».
Бандиты выработали два основных варианта тактики ограбления:
- Один из бандитов останавливает в городе машину с просьбой подвезти. В месте, названном им, под видом его друзей дожидаются остальные члены банды. После того, как они садятся в автомобиль, водителя связывают, помещают на заднее сиденье или в багажник. За руль садится Вячеслав Толстопятов и ведёт машину к месту нападения. Непосредственно нападение осуществляют Самасюк и Горшков. После захвата денег на большой скорости покидают место преступления, машину с водителем бросают в неприметном месте.
- Непосредственно на месте нападения захватывается автомобиль инкассаторов или кассира. Нападение осуществляют все вместе и на той же машине скрываются.

В обязанности Владимира Толстопятова входило наблюдение за обстановкой после преступления, действиями милиции, рассказами свидетелей.

## Нападения
Первое нападение банда попыталась совершить 7 октября 1968 года. В этот день Вячеслав Толстопятов, Самасюк и Горшков захватили машину, принадлежавшую Ростовскому часовому заводу, с целью ограбления кассира у здания областной конторы Госбанка СССР на углу улицы Энгельса (ныне Большая Садовая) и проспекта Соколова. Нападению предшествовала длительная подготовка: бандиты вели наблюдение за процессом получения денег кассирами, установили, в какие дни и часы происходит наиболее интенсивная выдача денег. Однако водитель Д. Арутюнов при виде пистолета резко нажал на тормоз и выскочил из машины. Тогда бандиты решили не совершать нападение в этот день, понимая, что он сообщит о захвате в милицию. Машина была брошена во дворе Дома актёров. Чтобы не придавать этому делу лишнего шума, Вячеслав сам позвонил в милицию из телефона-автомата и сообщил, где находится машина, добавив, что он с приятелями решил разыграть водителя, но тот не понял шутки и испугался водяного пистолетика.
Уже через три дня на машине соучастника Толстопятовых Срыбного была осуществлена попытка нападения на кассира Ростовской обувной фабрики. Чтобы Срыбного не заподозрили в соучастии, ему предварительно связали руки. Но и тут «Фантомасам» не повезло: вначале они не успели напасть на кассира до её посадки в машину, а затем эта машина неожиданно, в нарушение правил движения, свернула в ворота фабрики.
22 октября 1968 года бандиты ворвались в магазин № 46 в посёлке Мирный. Открыв беспорядочную стрельбу, они направились к кассе. Но кассирам удалось спрятать основную часть денег, добыча в тот день составила лишь 526 рублей. Оказавшийся рядом пенсионер, ветеран Великой Отечественной войны Г. С. Чумаков, попытался задержать налётчиков, но был убит автоматной очередью в спину Вячеславом Толстопятовым.
25 ноября 1968 года Вячеслав Толстопятов, Самасюк и Горшков, угнав автомобиль, который принадлежал ростовскому радиотехникуму, скрутили водителя и поехали к Октябрьскому отделению Госбанка. Едва из дверей появилась женщина с сумкой, как к ней с автоматом подбежал Самасюк, выстрелил в воздух и вырвал у женщины сумку. В сумке оказалось 2700 рублей.
29 декабря 1968 года банда Толстопятовых совершила нападение на продовольственный магазин на улице Мечникова; добыча составила 1498 рублей.
Во время нападения на Химический завод имени Октябрьской революции банда Толстопятовых потерпела неудачу, хотя готовила его скрупулезно: Вячеслав сам приходил на завод, пытался устроиться на работу, читал объявления на стендах, узнавал дни, когда привозили заработную плату, рассматривал кассирш, наблюдал за машиной, привозящей деньги из банка. И всё же нападение сорвалось: сумку с деньгами несла не кассирша, а охранник. Не помогли и выстрелы в землю. Охранник с сумкой побежал внутрь завода, затем вытащил свой наган и направил его в сторону нападавших. Раздались выстрелы. Банде Толстопятовых пришлось отступать, они бежали к своей машине, а сзади раздавались выстрелы, одна пуля попала Горшкову в спину. На захваченном по пути грузовике они едва скрылись от погони.
Понимая, что в городе на них началась облава, бандиты решили залечь на дно. Перерыв растянулся на полтора года. В этот период банда не предпринимала никаких активных действий. Горшков залечивал спину, а Самасюка в это время за какое-то незначительное преступление отправили «за колючую проволоку».
В августе 1971 года банда Толстопятовых собралась вместе и 25 августа совершила нападение на строительную организацию «УНР-112»; добыча составила 17 тысяч рублей.
16 декабря 1971 года братья и их сообщники совершили нападение на инкассаторов у сберкассы на улице Пушкинской; добыча составила 20 тысяч рублей. Горшков был ранен в руку.
В общей сложности, с октября 1968 года по июнь 1973 года «фантомасы» совершили 14 вооружённых нападений, двоих горожан убили, троих ранили. Общая сумма награбленного составила около 150 тысяч рублей.

## Задержание
Для задержания банды был создан оперативный штаб МВД, насчитывавший свыше сотни сотрудников, были развёрнуты мобильные группы реагирования, произведена частичная радиофикация транспортных средств милиции.
Конец банды наступил 7 июня 1973 года при попытке ограбить кассу НИИ «Южгипроводхоз». Машина, захваченная бандой, была остановлена после лёгкого столкновения с поездом, завязалась перестрелка с работниками милиции. Прямо на мешке с деньгами был убит Сергей Самасюк, бандит Горшков вновь получил огнестрельное ранение и вместе с остальными был задержан.
Непосредственное участие в задержании бандитов принимали младший сержант милиции А. А. Русов и капитан противопожарной службы В. А. Салютин.

## Приговор
1 июля 1974 года Ростовским областным судом был вынесен приговор, согласно которому трое участников банды (Вячеслав Толстопятов, Владимир Толстопятов, Владимир Горшков) получили высшую меру наказания — расстрел, а восемь соучастников приговорены к разным срокам тюремного заключения за пособничество или недонесение (статьи 77; 175; 196, часть 1; 196, часть 3 Уголовного кодекса РСФСР).
Если на первых порах меня одолевала страсть конструирования, то впоследствии вопрос упирался только в деньги. Ранение одного из нас выбило из колеи, непрерывное нервное напряжение, нервы подвергались тройному испытанию — это губительно действовало на разум. Я уже не мог, как раньше, думать творчески, любое событие вызывало травму, преследовал кошмар происходящего, его бессмыслие. В зависти и жадности меня упрекнуть нельзя, я привык довольствоваться малым, жить надо не ради сладости. Меня окружали люди, за всех должен думать я один. Но ничто не остаётся безнаказанным, особенно подлость. С моей волей я мог бы стать тем, кем хотел, но я стал преступником и несу за это ответственность перед судом.Вячеслав Толстопятов (из последнего слова суду)
Все кассационные жалобы были отклонены, и 6 марта 1975 года приговор был приведён в исполнение.

## В культуре
- Сериал «Однажды в Ростове» (24 серии, 2012, режиссёр — Константин Худяков, продюсер — Сергей Жигунов). В роли Вячеслава Толстопятова — Владимир Вдовиченков.
- Упоминания о «Фантомасах» можно найти в романах современного российского писателя Данила Корецкого, живущего и работающего в Ростове.
- «Фантомасы» также являются героями романа «Ростов-папа» донского писателя Антона Геращенко.
- «Фантомасам» посвящён двухсерийный документальный фильм «Угрозыск против фантомасов» из цикла «Следствие вели…»[7][8]
- О «Фантомасах» снят фильм из документального цикла «Бандиты эпохи социализма».
- О «Фантомасах» снят фильм «Фантомасы против МУРа» из документального цикла «Легенды советского сыска».
- Документальный фильм «Оружейная мастерская фантомасов» из серии «Тайные знаки» на канале «ТВ-3».
- Распространено мнение, что деятельность банды Толстопятовых легла в основу сюжета художественного фильма «Грачи» (1982). В действительности прототипами Грачей стали члены другой семейной банды из Ростовской области — братья Пётр и Владимир Билык и муж их сестры Афанасий Ставничий (в фильме его персонаж носит фамилию Осадчий)[9].
- О банде Толстопятова упоминается в сериале «Бандитский Петербург» (ч. 2 «Адвокат», серия 1), когда Евдокия Андреевна рассказывает Челищеву о своей прошлой жизни.
- В 2009 году вышел художественный фильм «В Париж!», где отец и сын грабят магазины и инкассаторские машины. Главные герои скрывали лица под женскими чулками и использовали самодельный револьвер. Действие фильма происходит в 1968 году. Что примечательно, главным героям сотрудники милиции тоже дали прозвище «фантомасы».
- В 2018 году рэпер Влад Валов (ШЕFF) записал песню «Ростовские фантомасы».

В Ростове-на-Дону одна из улиц названа в честь рабочего магазина № 21 Октябрьского райпищеторга Владимира Юрьевича Мартовицкого, который отважно пытался задержать преступников из банды братьев Толстопятовых и был ими убит. Указом Президиума Верховного Совета СССР «за проявленную храбрость, мужество и самоотверженные действия при задержании опасных преступников» В. Ю. Мартовицкий посмертно был награждён орденом Трудового Красного Знамени.